# Igreja Matriz de São Cristóvão

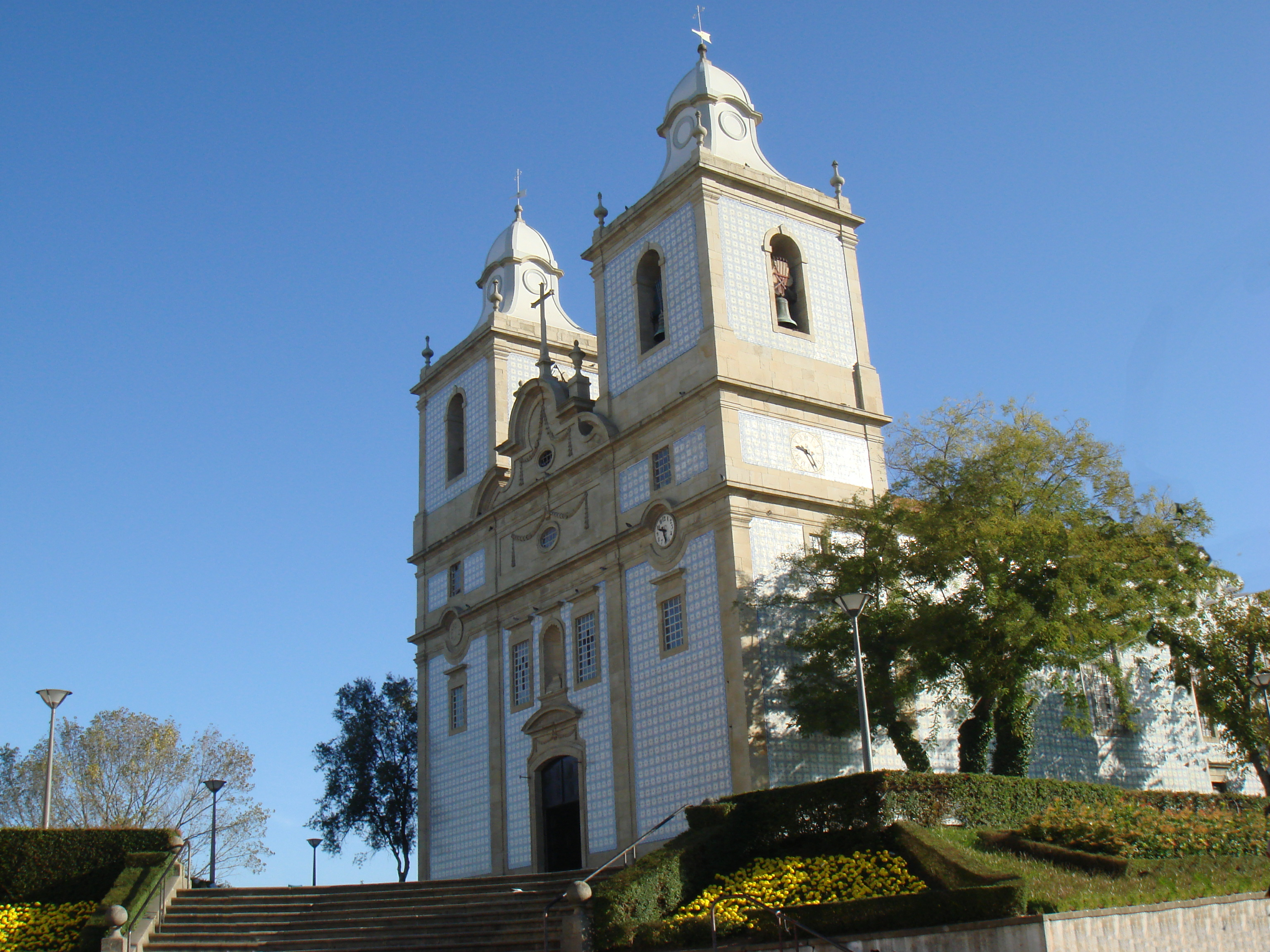
Igreja Matriz de São Cristóvão, Ovar.

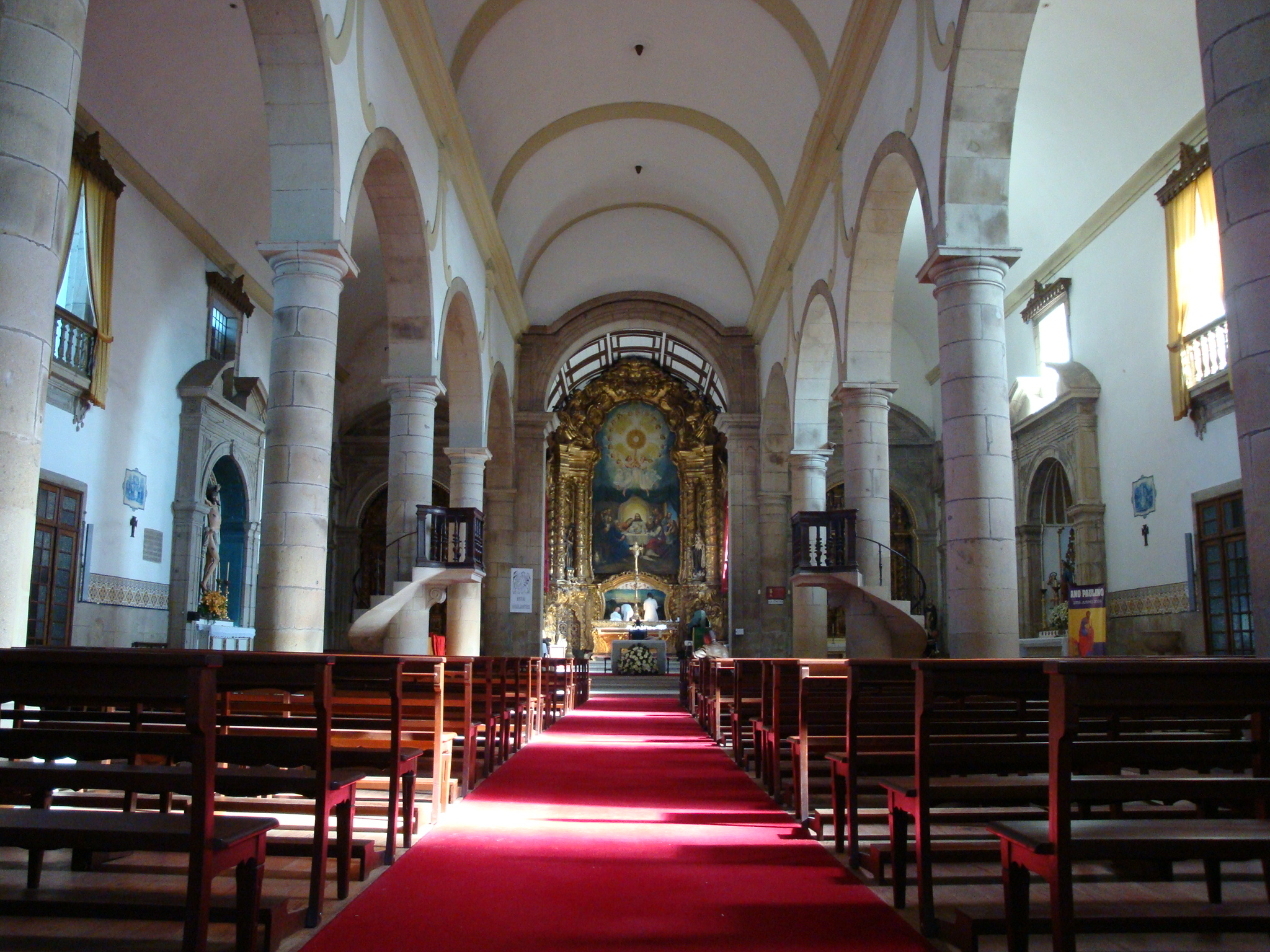
Igreja Matriz de São Cristóvão: interior.

A Igreja Matriz de São Cristóvão localiza-se na freguesia, cidade e concelho de Ovar, distrito de Aveiro, em Portugal.

## História
Remonta a um primitivo templo reconstruído a partir de 1665, tendo reaberto ao culto em 1679. Conheceu algumas alterações durante reformas empreendidas no século XVIII, nomeadamente no seu último quartel, altura em que foi concluída a capela-mor. Uma nova campanha de adaptações teve lugar no século XIX, conferindo-lhe a atual feição.
Ao final do século XX, a igreja foi objeto de extensa remodelação que conduziu à descoberta de significativos vestígios históricos e etnográficos.
Aqui se inicia o percurso dos Passos de Ovar, na sua capela lateral esquerda.

## Características
O templo, externamente inteiramente revestido a azulejos, é acedido por uma ampla escadaria. A fachada, equilibrada, é rasgada por um portal de linhas simples, encimado por um frontão curvo, ressaltado. Em plano superior, rasgam-se diversas janelas retas com um nicho axial abrigando a escultura em pedra de calcário do padroeiro, São Cristóvão, datada dos finais do século XV. Delimitando esta parte da fachada impõe-se um entablamento também ressaltado que, ao nível das torres sineiras, contorna os seus relógios. Entre este plano e a cimalha do edifício está um "mezanino", corpo intermédio aberto por óculo central com festões, ladeado por duas pequenas fenestrações. A empena central é rematada por frontão de linhas contracurvadas, óculo e festões no tímpano, encimado por cruz latina e dois pináculos. Lateralmente erguem-se as torres sineiras, rasgadas por largas ventanas e terminadas por cobertura de linhas sinuosas.
O interior da igreja é constituído por um corpo de três naves de cinco tramos, coro alto e capela-mor, sendo as naves marcadas por arcaria de volta plena repousando sobre colunas monolíticas, sustentando abóbada de berço reforçada por arcos torais. Nas suas paredes laterais abrem-se duas capelas e quatro arcos retabulares, contendo estruturas de talha dourada de diversas épocas e categorias. Os retábulos das capelas colaterais são os mais antigos, datados dos finais do século XVII e filiam-se no barroco com características do estilo nacional. O de Nossa Senhora do Pilar mostra os pedestais das colunas com baixos-relevos alusivos à vida de Cristo. O colateral da Epístola mostra baixos-relevos nos pedestais e nos panos laterais, referentes à vida da Virgem e de Cristo.
No flanco esquerdo encontra-se a Capela dos Passos, totalmente revestida por talha dourada datada do último quartel do século XVIII, mostrando interessantes esculturas de Cristo nos nichos, enquanto nas paredes foram colocados painéis de madeira relevados, novamente alusivos a episódios cristológicos.
A capela-mor possui teto "rocaille" de madeira, dos finais do século XVIII. O retábulo-mor é uma peça de grande porte em talha dourada "rocaille", do mesmo período, sujeita a um novo douramento em 1894. O seu camarim encerra uma tela religiosa moderna de grandes dimensões, pintura executada em 1946 pelo pintor espanhol German Iglesias.